# Мордовская земля
Мордовская земля — междуречье Оки и Суры — историческая область, где в настоящее время коренными являются мордовские народы: мокша и эрзя.

## Расположение
Кроме Республики Мордовии область включает граничащие с ней южные районы Нижегородской области, восточные районы Рязанской области, северную часть Пензенской и Тамбовской областей.

## История
Согласно русским летописям Мордовская земля — страна, где живёт мордва, её родина. Славяно-русское название восходит к более раннему этнотопониму «Мордия» («Mordia»), дошедшему до нас из западноевропейских источников. Мордовская земля нанесена на карты, составленные западноевропейскими и русскими картографами XV—XVII веков. Она представляла особое геополитическое образование, состоявшее из нескольких волостей, наиболее известной из которых была Пургасова Русь. О многоволостой структуре Мордовской земли неоднократно говорится в русских летописях. Так, в Патриаршей, или Никоновской, летописи 1232 года сказано:
«Того же лета князь велики Юрьи Всеволодович посла сына своего Всеволода на Мордву, и с ним князь Феодор Ярославич, и Рязанския князи и Муромския, и воеваша Мръдву, и власти (волости) и сёла пожгоша».